# Eulophia montis-elgonis
Eulophia montis-elgonis är en orkidéart som beskrevs av Victor Samuel Summerhayes. Eulophia montis-elgonis ingår i släktet Eulophia och familjen orkidéer. Inga underarter finns listade i Catalogue of Life.